# ماركوس جونز (لاعب كرة قدم)
ماركوس جونز (بالإنجليزية: Marcus Jones)‏ هو لاعب كرة قدم بريطاني، ولد في 24 يونيو 1974 في ستون ‏ في المملكة المتحدة. لعب مع نادي سكاربورو ويوفل تاون.

## وصلات خارجية
- ماركوس جونز على موقع Soccerbase.com (لاعب) (الإنجليزية)